# 富特旺根

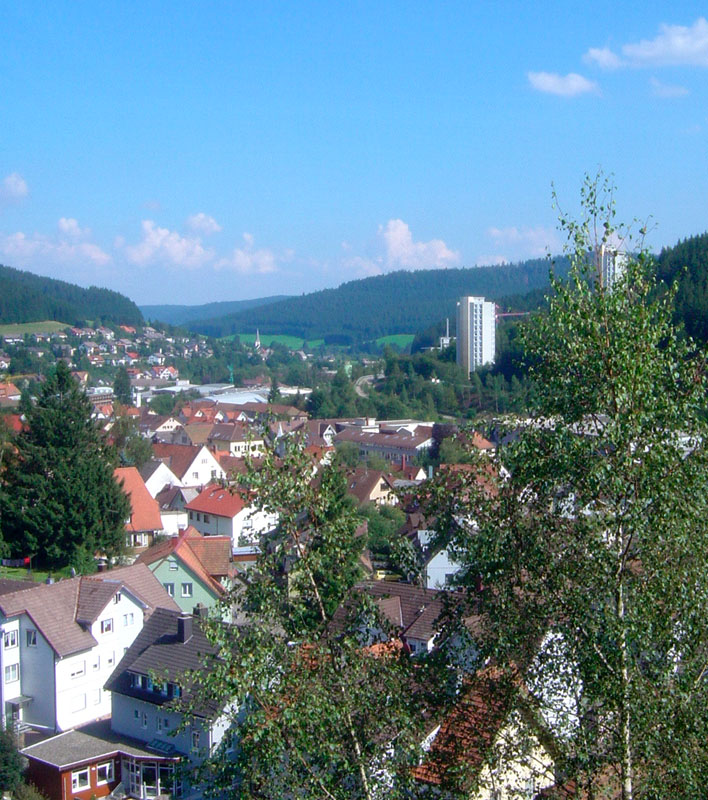
富特旺根內城

黑林山区富特旺根（Furtwangen im Schwarzwald），通称富特旺根，是位於德國西南部黑森林地區的一個小城市，隸屬於巴登-符腾堡州內的黑林山-巴尔县。总面积82.57平方公里，总人口9250人，其中男性4824人，女性4426人（2011年12月31日），人口密度112人/平方公里。
富特旺根位於黑森林地區的中部，弗赖堡東面約27公里處。富特旺根的海拔高度介乎850米至1,150米之間，是巴登-符腾堡州海拔最高的城市，也是德國海拔第二高的城市。一條稱為布雷格河的小溪，自圍繞富特旺根的山區出發，穿越富特旺根內城向東流動。布雷河是匯集成多瑙河的兩條小溪的其中之一。
截至2006年12月31日，富特旺根有9463名居民。自1873年起，富特旺根擁有被稱為城市的權利。
市內有一所高等院校，富特旺根应用科学大学。該大学擁有微電子學、精密機械、電腦科學和其他的學院。學院的其中一個入口旁邊是1852年創設的德國鐘錶博物館（Deutsches Uhrenmuseum），展出過去數世紀至現代的鐘錶產品。

## 外部連結
- 富特旺根政府官方網頁 （德文）
- 德國鐘錶博物館官方網頁 （页面存档备份，存于） （德文、英文、法文）